# Andrew J. Evans Jr.
Andrew Julius Evans Jr. (11 tháng 11 năm 1918 – 25 tháng 12 năm 2001) là một thiếu tướng Không quân Hoa Kỳ và phi công ách, ông đã bắn phá hủy sáu máy bay quân địch trong trận không chiến và hai máy bay địch trên mặt đất trong Thế chiến II. Ông còn phục vụ trong Chiến tranh Triều Tiên, ông thực hiện các nhiệm vụ chiến đấu trước khi bị bắt làm tù binh. Sau khi được trả tự do, ông thực hiện nhiệm vụ trong Chiến tranh Việt Nam trước khi giải ngũ vào năm 1973.

## Đầu đời
Evans sinh ngày 11 tháng 11 năm 1918 tại Charleston, South Carolina. Sau khi tốt nghiệp trung học Columbus ở Columbus, Georgia, ông theo học tại The Citadel ở Charleston. Năm 1937, ông theo học tại Học viện Quân sự Hoa Kỳ ở West Point và tốt nghiệp năm 1941 với bằng cử nhân khoa học và được sắc phong hàm thiếu úy.

## Binh nghiệp

### Thế chiến II

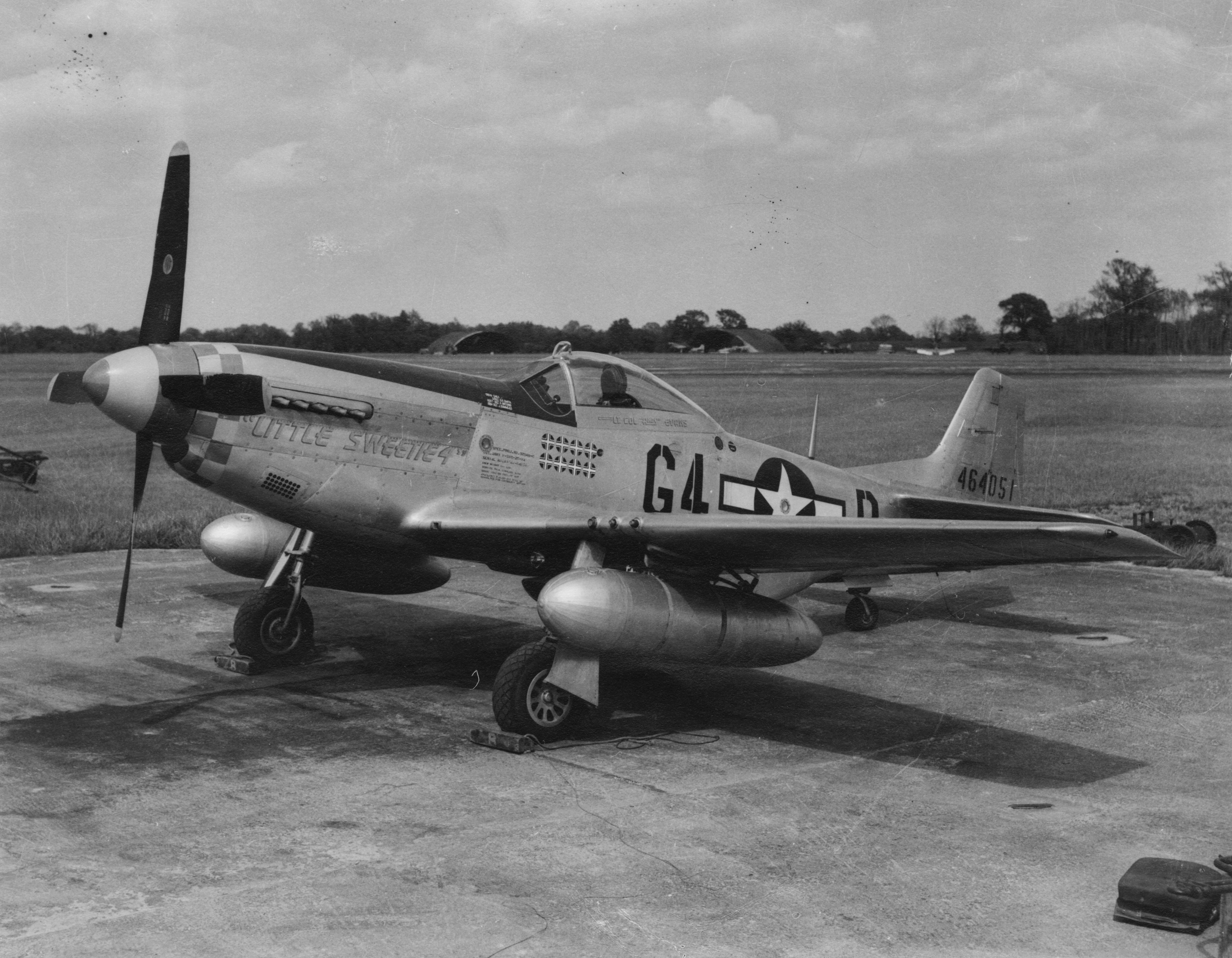
Evans' P-51 Mustang 'Little Sweetie 4'

Sau khi tốt nghiệp tại West Point, Evans tham gia khóa huấn luyện phi công của Quân đoàn Không quân Hoa Kỳ tại phi trường Randolph, Texas. Sau khi hoàn thành khóa huấn luyện này, ông là phi công điều khiển chiếc P-39 Airacobra ở Iceland. Sau khi trở về Hoa Kỳ, ông chỉ huy Phi đoàn Chiến đấu số 533 và 448, điều khiển chiếc P-47 Thunderbolts. Ông theo học Đại học Chỉ huy và Tham mưu ở Fort Leavenworth, Kansas, trước khi được chỉ định vào Liên đoàn chiến đấu số 357 tại RAF Leiston ở Anh tại Mặt trận Tác chiến Châu Âu vào mùa thu năm 1944. Khi điều khiển chiếc P-51 Mustang trong trận không chiến, ông bắn hạ chiếc Focke-Wulf Fw 190 trên bầu trời Magdeburg, Đức, vào ngày 27 tháng 11 năm 1944, đây là chiến công đầu tiên của ông. Ngày 14 tháng 1 năm 1945, ông bắn hạ 4 chiếc Fw 190 trên bầu trời Berlin, Đức, với tổng số 57½ máy bay tiêm kích Đức bị các phi công chiến đấu thuộc Phi đoàn số 357 bắn hạ. Chiến công cuối cùng của ông trong chiến tranh là chiếc Messerschmitt Bf 109 trên bầu trời Gütersloh, Đức, vào ngày 24 tháng 3 năm 1945, nâng tổng số chiến công lên sáu.
Trong Thế chiến II, Evans thực hiện 129 nhiệm vụ chiến đấu và được công nhận khi phá hủy 6 máy bay quân địch trong trận không chiến, ông trở thành phi công ách và 2 chiếc bị phá hủy trên mặt đất khi oanh tạc các sân bay của quân địch.

### Giữa chiến tranh
Sau khi Thế chiến II kết thúc, Evans được chỉ định trở thành tư lệnh của Liên đoàn chiến đấu số 357 khi đóng quân tại Neubiberg, Đức. Năm 1946, ông trở lại Hoa Kỳ và từ tháng 3 năm 1946 đến tháng 8 năm 1947, ông phục vụ bộ tham mưu của Đại học Không quân Hoa Kỳ tại Căn cứ Không quân Maxwell, Alabama. Ông sau đó theo học tại Trường Tham mưu và Chỉ huy Không quân từ tháng 8 năm 1947 đến tháng 6 năm 1948. Sau đó ông phục vụ trong Bộ Tổng Tham mưu tại Tổ chức Tham mưu trưởng Liên quân ở Washington, D.C., từ tháng 6 năm 1948 đến tháng 6 năm 1950. Sau đó, ông trở thành sĩ quan điều hành của Tham mưu trưởng Không quân Hoa Kỳ, từ tháng 7 năm 1950 đến tháng 7 năm 1951, rồi được bổ nhiệm làm đại tá vào tháng 1. Từ tháng 8 năm 1951 đến tháng 6 năm 1952, ông theo học tại Đại học Chiến tranh Không quân Hoa Kỳ tại Căn cứ Không quân Maxwell, Alabama.

### Chiến tranh Triều Tiên

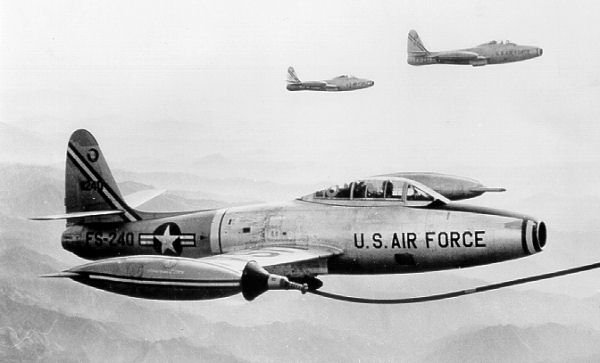
Những chiếc F-84 trên bầu trời Triều Tiên

Vào tháng 6 năm 1952, Đại tá Evans được chỉ định trở thành phó tư lệnh Không đoàn máy bay đánh bom số 49 trong Chiến tranh Triều Tiên. Đóng quân tại Căn cứ Không quân Taegu, Hàn Quốc, ông thực hiện các nhiệm vụ trên chiếc F-84 Thunderjet. Trong nhiệm vụ thứ 67 vào ngày 27 tháng 3 năm 1953, ông bị bắn hạ và bị lực lượng cộng sản bắt giữ làm tù binh, khiến ông trở thành tù binh cấp cao nhất của Không quân Hoa Kỳ. Trong lúc là tù binh, ông bị biệt giam và sau khi những người bắt giữ phát hiện Evans từng phục vụ cho Tham mưu trưởng Không quân Hoa Kỳ qua tờ báo quân sự Stars and Stripes, ông bị gây sức ép buộc phải thú nhận đã phạm tội ác chiến tranh. Ông khước từ điều đó và bị tra tấn. Evans được trả tự do vào tháng 9 năm 1953; cho đến khi được quân đội Hoa Kỳ coi là mất tích trong chiến đấu.

### Hậu chiến
Sau khi Evans quay về Hoa Kỳ vào tháng 9 năm 1953, ông trở thành giảng viên tại Đại học Chiến tranh Không quân. Vào tháng 1 năm 1956, ông trở thành tư lệnh của Liên đoàn chiến đấu số 414 tại Oxnard, California, được trang bị F-89 Scorpions. Từ tháng 1 năm 1957 đến tháng 9 năm 1959, ông là phó tư lệnh Khu phòng không New York tại Căn cứ Không quân McGuire, New Jersey, ông điều khiển hai chiếc F-89 và F-101 Voodoos. Nhiệm vụ kế tiếp của ông vào tháng 7 năm 1960 với tư cách là tư lệnh Sư đoàn Không quân số 65 tại Căn cứ Không quân Torrejon ở Tây Ban Nha, ông điều khiển chiếc F-102 Delta Daggers. Trên cương vị này, ông chịu trách nhiệm chỉ đạo chung nhiệm vụ huấn luyện và phòng không với tư lệnh phòng không Tây Ban Nha.
Evans trở lại Hoa Kỳ vào tháng 10 năm 1963 và được bổ nhiệm vào Văn phòng Phó Tham mưu trưởng Nghiên cứu và Phát triển tại căn cứ Không quân Hoa Kỳ ở Lầu Năm Góc, làm chủ nhiệm kế hoạch phát triển. Tháng 6 năm 1964, ông trở thành chủ nhiệm phát triển với nhiệm vụ bổ sung là phụ tá đặc biệt cho phó tham mưu trưởng phụ trách nghiên cứu và phát triển cho lực lượng phản công. Vào tháng 8 năm 1968, ông được bổ nhiệm giữ chức tư lệnh Trung tâm Tác chiến Không quân Hoa Kỳ tại Căn cứ Không quân Eglin ở Florida.
Trong Chiến tranh Việt Nam, Evans thực hiện các nhiệm vụ chiến đấu bằng chiếc F-4 Phantom II trên bầu trời Việt Nam Dân chủ Cộng hòa. Vào tháng 10 năm 1970, ông đảm nhận chức vụ phó tư lệnh Không quân số 7/Không quân số 13, đóng quân tại Căn cứ Không quân Hoàng gia Thái Lan Udorn ở Thái Lan. Vào tháng 7 năm 1971, ông được bổ nhiệm làm tư lệnh Đội quân Hỗ trợ Quân sự Hoa Kỳ tại Thái Lan và trưởng Đoàn Cố vấn Hỗ trợ Quân sự Hoa Kỳ tại Thái Lan, những chức vụ quân sự cuối cùng trước khi ông giải ngũ khỏi Không quân Hoa Kỳ vào năm 1973.

## Qua đời
Evans qua đời vào dịp lễ Giáng sinh năm 2001, ở tuổi 83. Ông được an táng tại Nghĩa trang quốc gia Arlington theo nghi thức quân đội, bên cạnh người vợ Claire, bà qua đời vào năm 1973. Tang lễ của ông gồm một chuyến bay biểu diễn của 4 chiếc F-15 Eagles.

## Chiến công
| Thời gian                                                                                              | # | Loại                 | Vị trí         | Máy bay       | Đơn vị chỉ định |
| --- | - | -------------------- | -------------- | ------------- | --------------- |
| 27 tháng 11, 1944                                                                                      | 1 | Focke-Wulf Fw 190    | Magdeburg, Đức | P-51D Mustang | 357 FG Hq       |
| 14 tháng 1, 1945                                                                                       | 4 | Fw 190               | Berlin, Đức    | P-51D         | 357 FG Hq       |
| 24 tháng 3, 1945                                                                                       | 1 | Messerschmitt Bf 109 | Gütersloh, Đức | P-51D         | 357 FG Hq       |
| Nguồn: Air Force Historical Study 85: USAF Credits for the Destruction of Enemy Aircraft, World War II |   |                      |                |               |                 |

## Huân chương
Huân chương được trao gồm:
| Phù hiệu phi công chỉ huy |                                                                                        |
| Bronze oak leaf cluster | Huân chương Phục vụ Xuất sắc Không quân cùng cụm lá sồi đồng                           |
| | Ngôi sao Bạc                                                                           |
| Bronze oak leaf cluster · Width-44 crimson ribbon with a pair of width-2 white stripes on the edges                                                              | Legion of Merit cùng cụm lá sồi đồng                                                   |
| Bronze oak leaf cluster · Bronze oak leaf cluster | Huân chương Thập tự Phi hành Xuất sắc cùng 2 cụm lá sồi đồng                           |
| | Trái tim Tím                                                                           |
| Silver oak leaf cluster · Silver oak leaf cluster · Bronze oak leaf cluster · Bronze oak leaf cluster                                                            | Huân chương Không quân cùng 2 cụm lá sồi đồng và bạc                                   |
| | Huân chương Tuyên dương                                                                |
| | Biểu dương Đơn vị Tổng thống                                                           |
| | Giải thưởng đơn vị xuất sắc về hàng không và vũ trụ                                    |
| | Huân chương Tù binh                                                                    |
| | Huân chương Phục vụ Quốc phòng Hoa Kỳ                                                  |
| | Huân chương Chiến dịch Mỹ                                                              |
| Bronze star · Bronze star · Bronze star · Bronze star | Huân chương Chiến dịch Châu Âu – Châu Phi – Trung Đông cùng 4 ngôi sao chiến dịch đồng |
| | Huân chương Chiến công Thế chiến II                                                    |
| | Huân chương Quân đội chiếm đóng with 'Germany' clasp                                   |
| Bronze star · Width=44 scarlet ribbon with a central width-4 golden yellow stripe, flanked by pairs of width-1 scarlet, white, Old Glory blue, and white stripes | Huân chương Phục vụ Quốc phòng cùng ngôi sao phục vụ đồng                              |
| Bronze star · Bronze star | Huân chương Phục vụ Hàn Quốc cùng 2 ngôi sao chiến dịch đồng                           |
| Bronze star | Huân chương Phục vụ Việt Nam cùng ngôi sao chiến dịch đồng                             |
| Silver oak leaf cluster · Bronze oak leaf cluster | Ruy băng Dịch vụ Tuổi thọ Hàng không và Không gian cùng cụm lá sồi bạc và đồng         |
| | Croix de Guerre với ngôi sao mạ bạc (Pháp)                                             |
| | Biểu dương Đơn vị Tổng thống Hàn Quốc                                                  |
| Silver star | Huân chương Võ công                                                                    |
| | Anh Dũng Bội Tinh                                                                      |
| | Huân chương Phục vụ Liên Hợp Quốc Hàn Quốc                                             |
| | Chiến Dịch Bội Tinh                                                                    |
| | Huân chương Phục vụ Chiến tranh Triều Tiên                                             |